# Abronia cunemica
Abronia cunemica — вид ящірок родини веретільницевих (Anguidae). Ендемік Мексики. Описаний у 2024 році.

## Поширення
A. cunemica є ендеміком мексиканського штату Чіапас. Типова місцевість: околиці міста Коапілья, муніципалітет де Коапілья, Північне нагір'я, Чіапас, Мексика.

## Етимологія
Назва виду походить від слова Cuñemo (альтернативні варіанти написання: Kuñømø або Kujnyä'mä), що є назвою міста Коапілья мовою соке. Назва Коапілья походить від науатльських слів «coatl» (змія) і «apan» (річка) і означає «річка змій», тоді як Cuñemo по-різному перекладається як «agua entre los árboles» («вода серед дерев»), «lugar de la gran capital» («місце великої столиці») або «corona de cerros» («вінець пагорбів») за словами жителів цього району.

## Опис
Тіло завдовжки до 25 см (разом з хвостом). Забарвлення жовто-коричневе з темнішими коричневими плямами.

## Екологія
A. cunemica — невловимі мешканці дерев, які харчуються переважно комахами. Їх рідко можна побачити через обмежене поширення та неоднозначну поведінку.